# Jednatel
Jednatel je statutárním orgánem společnosti s ručením omezeným.
Jednatelem může být společník, ale i jakákoliv jiná fyzická osoba, kterou jmenovala jednatelem valná hromada. Jednatel je oprávněn jednat jménem společnosti a pokud je jednatelů více (a společenská smlouva nebo stanovy společnosti nestanovily něco jiného), je každý jednatel oprávněn jednat jménem společnosti samostatně. Jednatel musí být zapsán do obchodního rejstříku.
Jednateli náleží obchodní vedení společnosti. K rozhodnutí o obchodním vedení společnosti, má-li společnost více jednatelů, se vyžaduje souhlas většiny jednatelů, nestanoví-li společenská smlouva jinak. Jednatel je povinen zajistit vedení předepsané evidence a účetnictví.
S funkcí jednatele je neslučitelné členství v dozorčí radě, neboť tato vykonává nad činností jednatelů dohled.

## Typické činnosti a pracovní náplň
- zodpovídá za řízení obchodních a ekonomických aktivit společnosti
- stanovuje firemní strategie a rozpočty
- jedná s klíčovými zákazníky a strategickými partnery
- zastupuje společnost vůči úřadům a zahraniční centrále

## Zkušenosti vhodné pro tuto pozici
- komplexní myšlení
- přizpůsobivost (flexibilita)
- zvládání zátěžových situací
- komunikační dovednosti
- prezentační dovednosti
- vyjednávací schopnosti
- kritický pohled
- organizační schopnosti
- vnímání příležitostí a jejich kritické hodnocení
- důvěra ve schopnosti ostatních
- schopnost motivovat druhé[1]

## Spolky
Funkce jednatele může být zřízena i v jiných než obchodních organizacích jako jsou politické strany, občanská sdružení apod., jeho faktická působnost je v tomto případě vždy vymezena platnými stanovami příslušné organizace.

## Smlouva o výkonu funkce jednatele
Smlouva o výkonu funkce jednatele se uzavírá písemnou formou, a to mezi společností s ručením omezeným a jednatelem. Tato smlouva by měla být schválena nejvyšším orgánem společnosti, tedy valnou hromadou. Pokud k takovému schválení nedojde, výklad byl doposud takový, že dokud sama společnost nebo některý z jejích členů neplatnost nenamítne, smlouva byla platně uzavřena (tzv. relativní neplatnost). Novela č.33/2020 Sb., která přinesla podstatné změny zákona o obchodních korporacích, však tuto situaci upravila. Od 1.1.2021 platí, že pokud nedojde schválení smlouvy o výkonu funkce nejvyšším orgánem společnosti, taková smlouva ani nenabude účinnosti.